# Paulo de los Santos
Paulo Gumal de los Santos (ur. 29 czerwca 1977) – filipiński zapaśnik walczący w stylu wolnym.
Srebrny medalista igrzysk Azji Południowo-Wschodniej w 2009 i brązowy w 2011 roku.